# Aeroportul Manumu
Aeroportul Manumu (IATA: UUU) este un aeroport din Provincia Oro⁠(d), Papua Noua Guinee.
aeroportul dispune de o singură pistă.